# Calyptrocalyx
Calyptrocalyx is een geslacht uit de palmenfamilie (Arecaceae). De soorten komen voor op Nieuw-Guinea. Verder komt een soort voor op de Molukken. 

## Soorten
- Calyptrocalyx albertisianus
- Calyptrocalyx amoenus
- Calyptrocalyx arfakianus
- Calyptrocalyx awa
- Calyptrocalyx caudiculatus
- Calyptrocalyx doxanthus
- Calyptrocalyx elegans
- Calyptrocalyx flabellatus
- Calyptrocalyx forbesii
- Calyptrocalyx geonomiformis
- Calyptrocalyx hollrungii
- Calyptrocalyx julianettii
- Calyptrocalyx lauterbachianus
- Calyptrocalyx laxiflorus
- Calyptrocalyx lepidotus
- Calyptrocalyx leptostachys
- Calyptrocalyx merrillianus
- Calyptrocalyx micholitzii
- Calyptrocalyx multifidus
- Calyptrocalyx pachystachys
- Calyptrocalyx pauciflorus
- Calyptrocalyx polyphyllus
- Calyptrocalyx pusillus
- Calyptrocalyx sessiliflorus
- Calyptrocalyx spicatus
- Calyptrocalyx yamutumene

... · 
Acanthophoenix · 
Acoelorrhaphe · 
Acrocomia · 
Actinokentia · 
Actinorhytis · 
Adonidia · 
Aiphanes · 
Allagoptera · 
Alloschmidia · 
Ammandra · 
Aphandra · 
Archontophoenix · 
Areca · 
Arenga · 
Asterogyne · 
Astrocaryum · 
Attalea · 
Balaka · 
Bactris · 
Barcella · 
Basselinia · 
Beccariophoenix · 
Bentinckia · 
Bismarckia · 
Borassodendron · 
Borassus · 
Brahea · 
Brassiophoenix · 
Brongniartikentia · 
Burretiokentia · 
Butia · 
Calamus · 
Calospatha · 
Calyptrocalyx · 
Calyptrogyne · 
Calyptronoma · 
Campecarpus · 
Carpentaria · 
Carpoxylon · 
Caryota · 
Ceratolobus · 
Ceroxylon · 
Chamaedorea · 
Chamaerops · 
Chambeyronia · 
Chelyocarpus · 
Chuniophoenix · 
Clinosperma · 
Clinostigma · 
Coccothrinax · 
Cocos · 
Colpothrinax · 
Copernicia · 
Corypha · 
Cryosophila · 
Cyphokentia · 
Cyphophoenix · 
Cyphosperma · 
Cyrtostachys · 
Daemonorops · 
Deckenia · 
Desmoncus · 
Dictyocaryum · 
Dictyosperma · 
Dransfieldia · 
Drymophloeus · 
Dypsis · 
Elaeis · 
Eleiodoxa · 
Eremospatha · 
Eugeissona · 
Euterpe · 
Euterpe · 
Gaussia · 
Guihaia · 
Hedyscepe · 
Hemithrinax · 
Heterospathe · 
Howea · 
Hydriastele · 
Hyophorbe · 
Hyospathe · 
Hyphaene · 
Iguanura · 
Iriartella · 
Itaya · 
Johannesteijsmannia · 
Juania · 
Jubaea · 
Jubaeopsis · 
Kentiopsis · 
Livistona · 
Lodoicea · 
Mauritia · 
Medemia · 
Metroxylon · 
Nannorrhops · 
Nypa · 
Phoenix · 
Raphia · 
Ravenea · 
Rhapis · 
Rhopalostylis · 
Roystonea · 
Sabal · 
Salacca · 
Serenoa · 
Syagrus · 
Tahina · 
Trachycarpus · 
Trithrinax · 
Washingtonia · 
Wodyetia · 
...